# Mura di Lucca

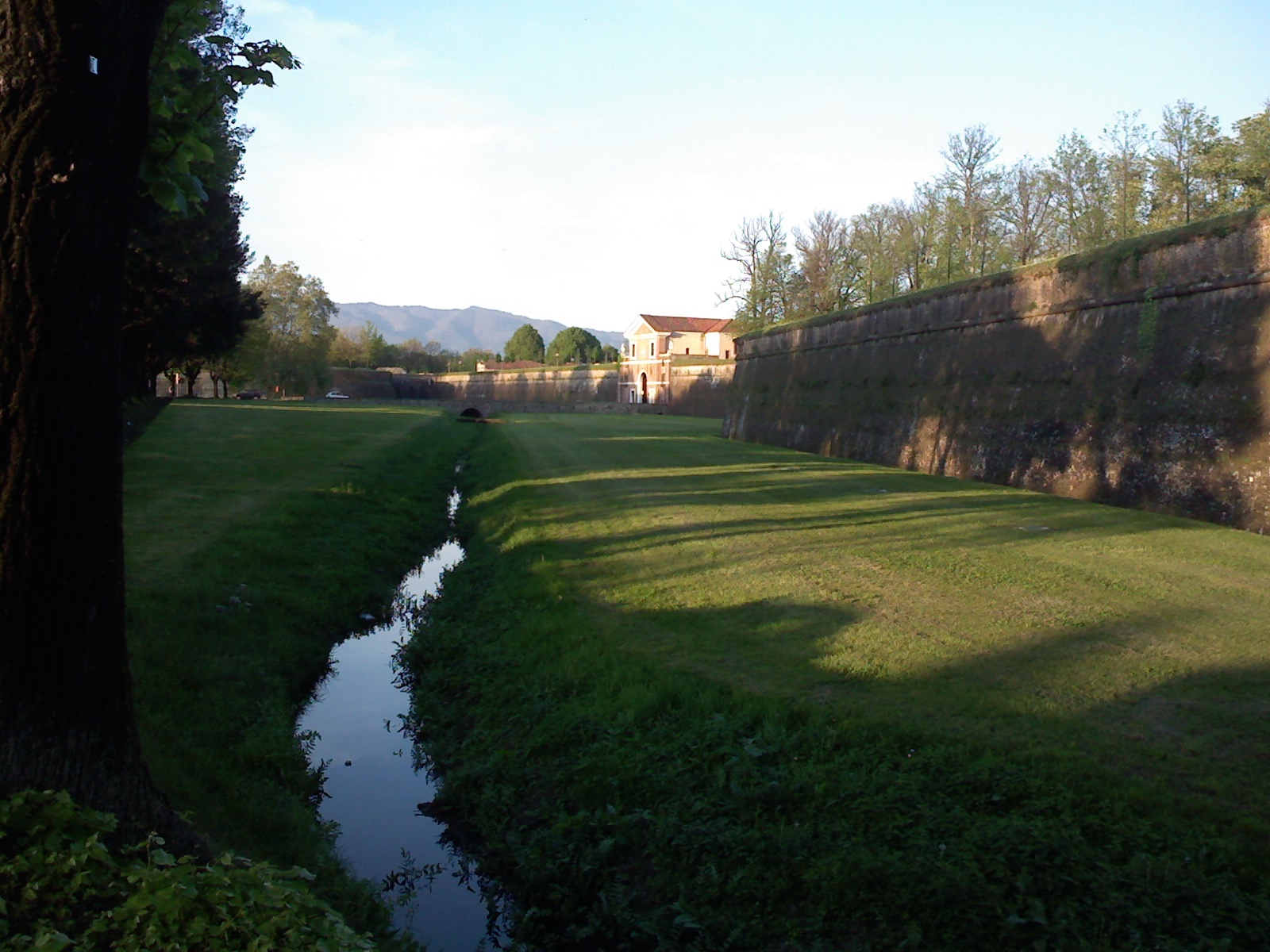
Fossato con gora detto "Cunetta di Ponente" e l'esterno di Porta San Donato

Le mura rinascimentali di Lucca sono il maggior esempio in Europa di mura costruite secondo i principi della fortificazione alla moderna che si sia conservata completamente integra in una grande città. L'attuale cerchia muraria di Lucca, lunga esattamente 4 chilometri e 223 metri, è frutto dell'ultima campagna di ricostruzione, partita nel maggio del 1544 e terminata solamente un secolo  dopo, nel 1648. I lavori hanno avuto luogo anche nella seconda metà del Seicento, con aggiornamenti strutturali basati sulle nuove conoscenze e tecniche costruttive. Mai utilizzata a scopo difensivo, la struttura moderna si articola su 12 cortine ed 11 baluardi. Questi sono visti come un forte segno di identità culturale e come contenitore per la memoria storica del territorio.
Le mura furono concepite anche come deterrente. In particolare la Repubblica di Lucca temeva le mire espansionistiche prima di Firenze e, successivamente, del Granducato di Toscana. Tuttavia non si arrivò mai ad una vera guerra aperta contro il Granducato. Vi furono conflitti con il Ducato di Modena (secoli XVI e XVII), ma esclusivamente in Garfagnana, perciò Lucca non dovette mai subire alcun assedio. L'unica occasione in cui le mura furono messe alla prova fu durante la disastrosa alluvione del Serchio nel 18 novembre del 1812. Le porte furono sprangate e con l'ausilio di materassi e pagliericci fu garantita una relativa tenuta all'acqua del centro di Lucca. La stessa Elisa Bonaparte, Principessa di Lucca e Piombino, per entrare nella città fu fatta issare con una sorta di bilanciere per non aprire i battenti sprangati alla furia delle acque.
La struttura fu convertita in passeggiata pedonale da Maria Luisa di Borbone-Spagna (in carica dal 1815 al 1824), in modo da svolgere il ruolo di grande parco pubblico, soprattutto grazie alla sua lunghezza di oltre 4 chilometri. Il nuovo impiego delle mura si ripercorse anche sugli spazi esterni antistanti, i quali furono convertiti in grandissimi prati. Il percorso sopra la cinta muraria viene attualmente utilizzato per passeggiare e fare attività fisica, ma nella bella stagione si pone anche come palcoscenico naturale per spettacoli e manifestazioni.
Gli spalti delle mura vengono oggi utilizzati per manifestazioni di grande richiamo come Lucca Comics & Games e Lucca Summer Festival.

## Le cerchie romane e medioevali
Come in tante altre città, le mura rinascimentali non rappresentano che l'ultimo stadio fortificatorio di Lucca; essa, sia per la propria crescita demografica sia per le mutate condizioni politiche ed economiche, dovette infatti ampliare ed aggiornare più volte le proprie difese.

### L'epoca romana

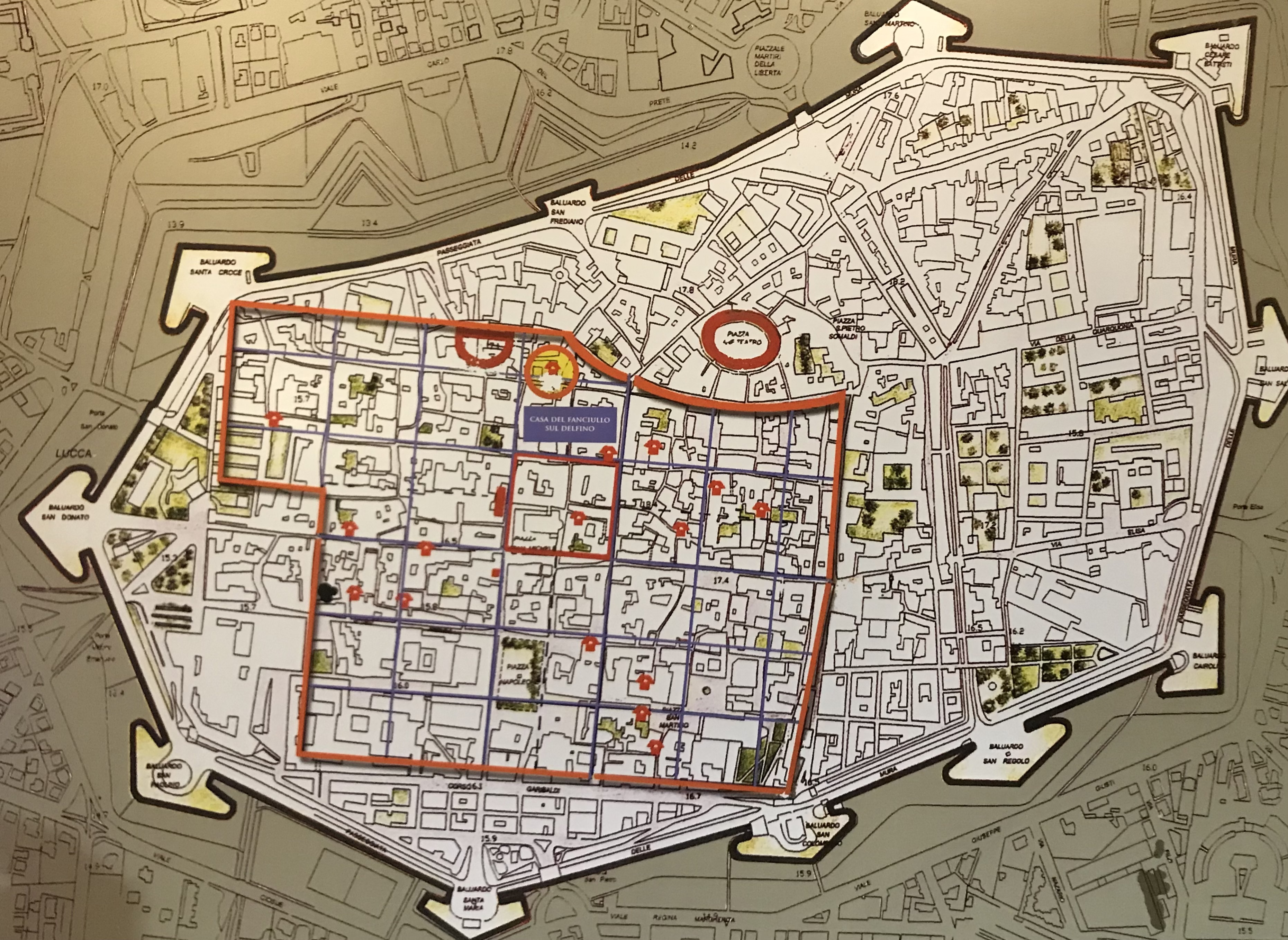
Una mappa esposta presso Domus Romana Lucca che mostra le strutture di epoca romana tra cui le mura, il foro, l'anfiteatro e il teatro rispetto alle fortificazioni moderne.

Il perimetro fortificato romano fu eretto già nel 180 a.C. all'atto della deduzione della colonia di Luca. Ancora oggi si distingue, nelle vedute aeree, la tradizionale pianta rettangolare romana delimitata
- a nord da via San Giorgio,
- a sud da corso Garibaldi,
- a ovest da via Galli Tassi e da via della Cittadella,
- a est da via della Rosa e via dell'Angelo Custode.

All'interno della cerchia muraria si possono individuare gli antichi castra militari, con le vie ortogonali dette Cardo Maximus - riconoscibile oggi via Veneto, via Calderia e via degli Asili - e Decumanus maximus - le attuali via San Paolino, via Roma e via Santa Croce -  che incontravano le mura in corrispondenza delle quattro porte e che si incontravano nel foro romano oggi individuabile in piazza San Michele che ospita appunto la chiesa di San Michele in Foro.
Mentre la ricostruzione del tracciato di questa cerchia non presenta problemi nei lati est, nord e sud, il lato ovest è invece il punto più contestato; le indagini più recenti non possono altro che confermare l'esistenza di un tracciato non rettilineo, caratterizzato da una maggiore sporgenza nel tratto nord ovest, e sensibilmente ritirato nel tratto sud ovest, nel quale si apriva quella che viene designata come Porta vecchia di San Donato (portam Sancti Donati veterem) in un documento di compravendita del 1235. il raccordo fra questi due settori veniva assicurato da un tratto in direzione est-ovest. La principale difficoltà di trovare l'accordo sul tracciato complessivo risiede nel fatto che, contrariamente all'immagine tradizionale delle mura delle colonie romane, quelle lucchesi non presentano i consueti tratti rettilinei, ma sembrerebbero al contrario presentare numerose irregolarità. La convessità a forma di arco depresso che caratterizza il lato nord est si dovette probabilmente al tracciato del Serchio, che in quel punto fungeva da fossato, mentre il tracciato a scala del lato ovest resta aperto a tutte le interpretazioni
È certo che il tracciato delle mura della colonia venisse tracciato, come da tradizione, all'atto della deduzione, ma non lo è altrettanto che i pochi resti oggi conservati (il tratto ancora visibile in elevato è posto all'interno della chiesa di Santa Maria della Rosa e nei sotterranei del Baluardo di San Colombano dove si fondono tutte le varie cinte della città) non siano frutto di una ricostruzione posteriore.  Ad ogni modo queste mura formarono la difesa della città sino ad oltre il X secolo, quando dovevano essere ormai in pessimo stato, cui si poneva rimedio con malcerti restauri e con carbonaie; un rifacimento si rese comunque indispensabile dopo che il Marchese Bonifacio di Toscana durante il suo dominio (1027-1050) ne distrusse ampi tratti per punire la riottosità dei lucchesi alla sua autorità.

### Le mura dellaCivitasmedievale

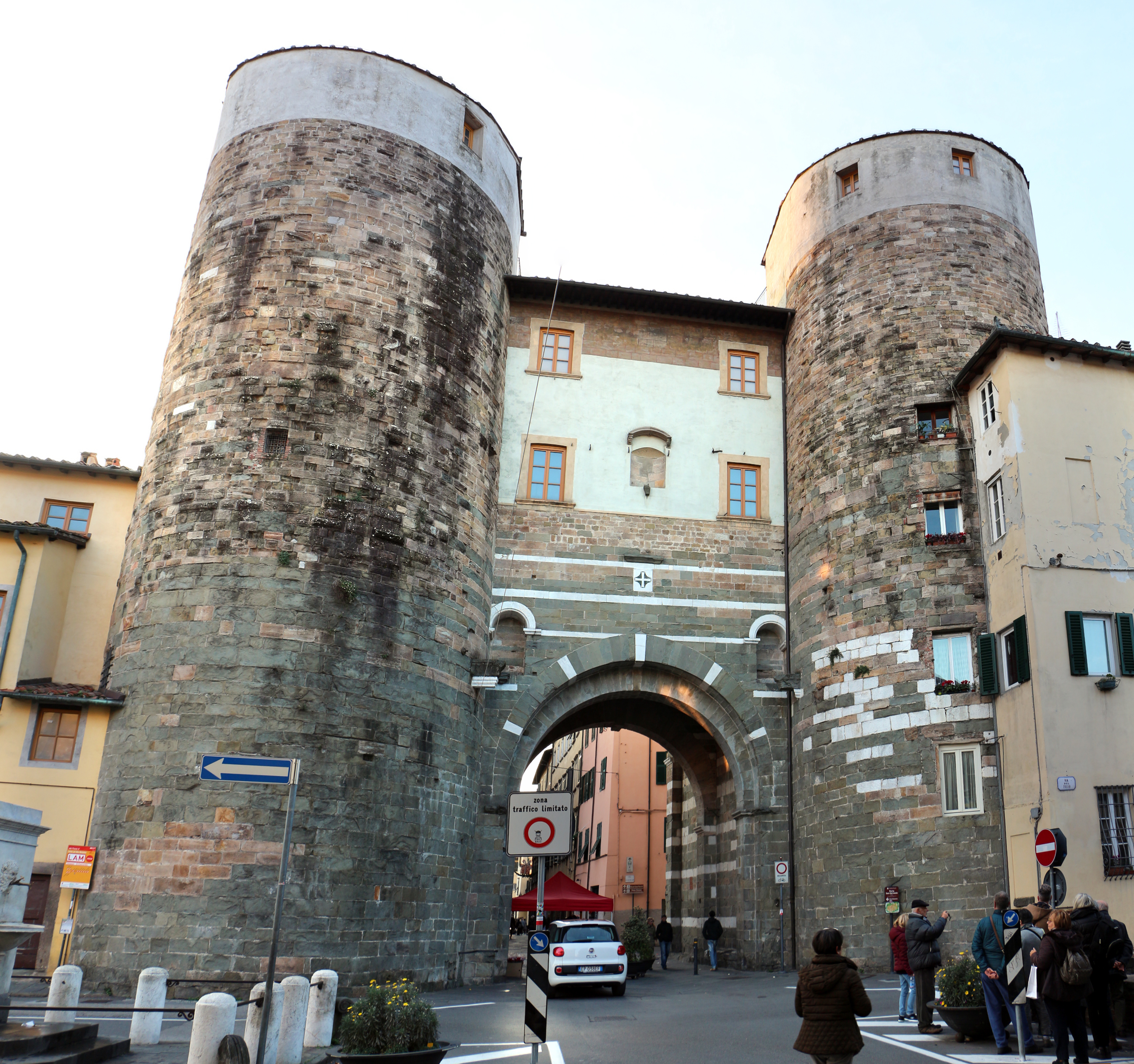
Porta San Gervasio

Gli studi più recenti avanzano l'ipotesi che tra la fine del Marchese Bonifacio e la discesa del Barbarossa in Italia siano iniziati i lavori della nuova cerchia, che fu integrata ai resti di quella romana. Nello stesso periodo si procedeva allo scavo e al riattamento delle cosiddette carbonaie (Carbonariae) terrapieni corredati di fossati che avevano sia funzione di controllo idrico che di difesa. È da notare che in quello stesso periodo (e per le stesse ragioni) in quegli stessi anni Genova e Pisa si dotavano di nuove cinte urbane, tipologicamente affini a quelle lucchesi, e Pisa si dava parimenti allo scavo di nuove carbonaie. Inoltre si rendeva necessario inglobare nelle difese i nuovi borghi sorti grazie allo sviluppo economico della città, tappa fondamentale della Via francigena, unica città dell'italia centrale dove in epoca Longobarda e carolingia non si siano verificati cali demografici. Attorno al 1200 la situazione era tale che aveva quasi più Lucca fuori di quello che avesse dentro le mura.
Il maggior sostegno ad una datazione alta dell'inizio della costruzione della seconda cerchia è un diploma di Enrico IV datato 23 giugno 1081 in cui si proibisce a chicchessia di danneggiare o distruggere il circuito delle mura vecchie o nuove (statuimus ut nulla potestas nullusque hominus murum lucensis civitatis antiquum sive novum in circuitu dirompere vel diruere presumat...). Queste parole sono ripetute più o meno identiche in diplomi successivi, tra cui spicca quello di Ottone IV nel 1209. Questo ed altri documenti sono ritenuti più fededegni da altri studiosi che in più citano altre carte che renderebbero più credibile una data intorno al 1198.
Le mura di questa cerchia perdono la forma rigorosamente quadrata per adattarsi alle esigenze dello sviluppo cittadino. Esse, conservate per un lungo tratto sul lato nord e visibile in altri punti della cinta, erano spesse circa 2,45 metri, erette con la tecnica a sacco, ovvero un nucleo di pietrame e pezzi di scarto annegati nella malta, rivestiti all'esterno da uno strato di blocchetti in pietra accuratamente squadrati, ed all'interno da un più economico strato di mattoni. All'esterno i tre corsi più bassi erano leggermente sporgenti (circa un centimetro l'uno) per maggior stabilità. Numerose torrette rompitratta semicircolari, ottenute con la stessa tecnica e quindi perfettamente solidali alle cortine e aperte verso l'interno, caratterizzavano l'aspetto della città, conservato in numerose raffigurazioni pittoriche. Il loro numero è incerto, ma l'ipotesi del Matraia, la più accettata dagli studiosi, ne conterebbe circa ventiquattro.
In particolare, rispetto alle mura romane, questa cerchia muraria di epoca medioevale si allargava
- verso nord fino a via dei carrozzieri
- verso sud fino all'attuale Porta San Pietro
- verso ovest fino all'attuale Piazzale Verdi
- verso est fino a via San Nicolao.

Lungo questa cerchia si aprivano quattro porte, di cui restano intatte solo Porta dei Borghi e Porta San Gervasio, e numerose posterle.

### Le mura deiBorghi
Nonostante il significativo incremento della superficie racchiusa nelle mura, a Nord Ovest della città si svilupparono presto abitati in corrispondenza dei borghi, ovvero dei tratti iniziali delle strade uscenti dalle porte urbiche. Oltretutto lo sviluppo della città era ostacolato in tutte le altre direzioni, a sud dalle paludi e dalla vicinanza con l'arcirivale Pisa, ad Ovest dalla Presenza del Prato del marchese, a Nord dal sempre minaccioso Serchio. In questo settore, unico destinato allo sviluppo, esistevano due porte, San Gervasio e Portone dei Borghi,  tra cui si apriva anche una posterla, detta della Fratta, che rapidamente vide formarsi un borgo altrettanto prospero. Presto si presentò la necessità di provvedere in qualche modo alla difesa di questi agglomerati. Non sono molte le fonti che parlano di questi sviluppi; è evidente che in questo settore non vi fu alcuno sforzo organizzato, nessuna pianificazione. Le fortificazioni, spesso semplici carbonaie o steccati, si appoggiavano alle irregolarità del suolo o seguivano i tanti canali che attraversavano la piana. Per successivi accrescimenti si giunse infine, all'inizio del XV secolo a racchiudere in una cinta formata di mura più basse delle mura urbane (circa 7 metri di altezza), prevalentemente rivestite in laterizi,  una superficie solo di poco inferiore a quello protetto dalle mura ufficiali della città.

## Le mura rinascimentali

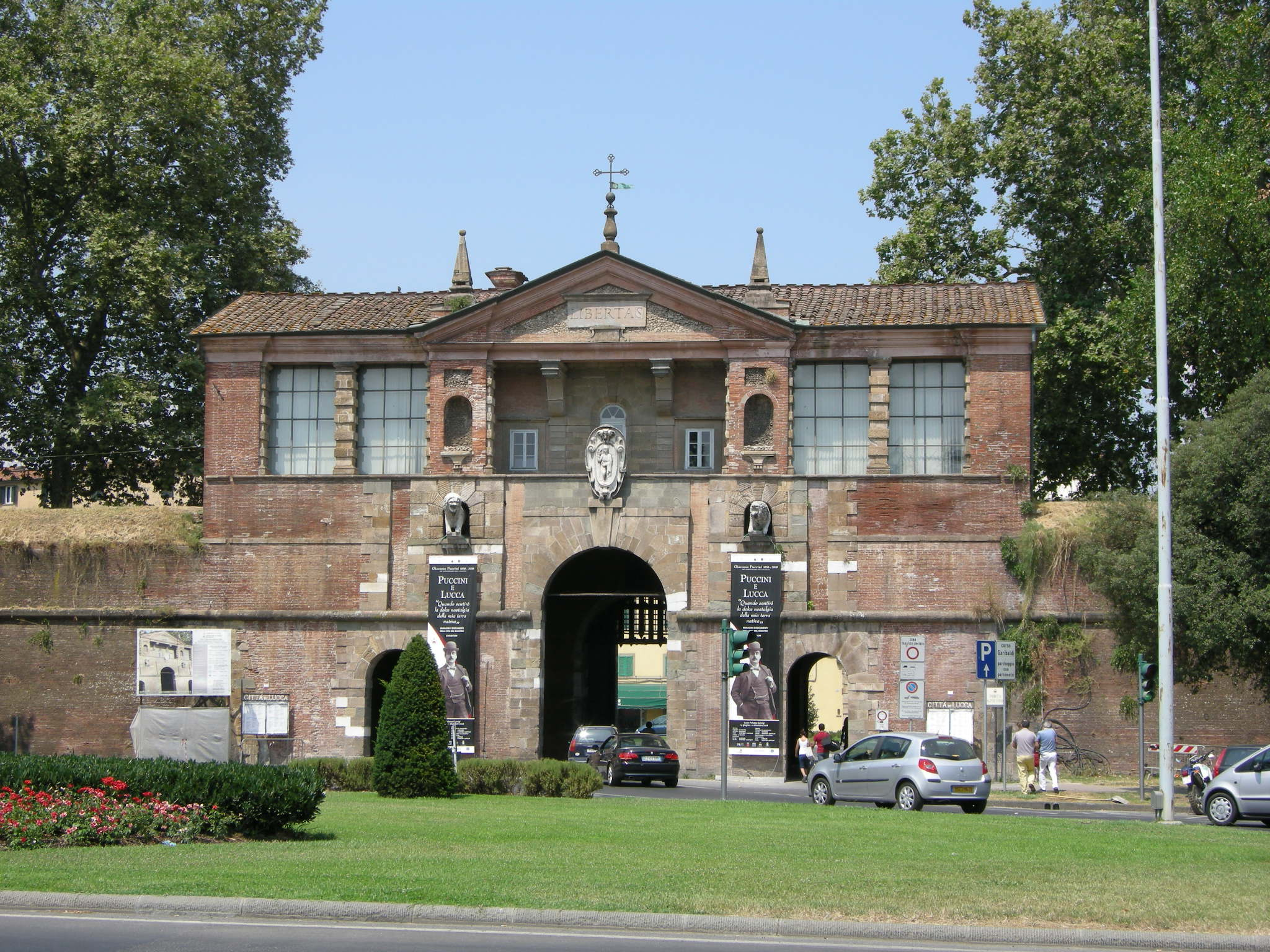
Porta San Pietro

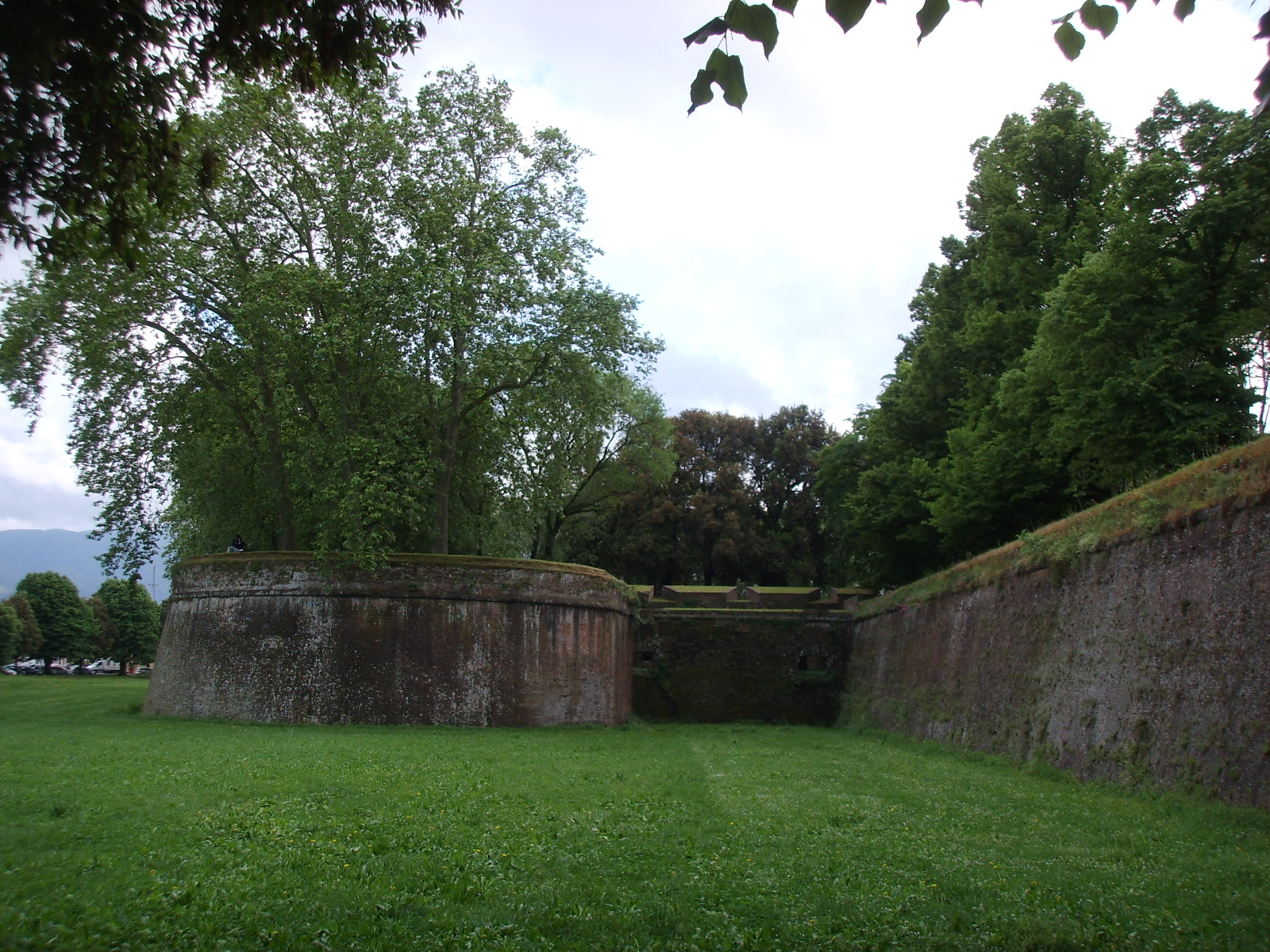
Un tratto di mura vicino a Porta Elisa

A partire dal 1491 si rendevano necessari altri ampliamenti della città ed ammodernamenti in ossequio alle nuove tecniche fortificatorie.

### Le fasi antecedenti alla Costruzione
Il processo che ha portato alla realizzazione delle mura moderne parte molto prima degli effettivi lavori di costruzioni e si articola in molteplici fasi. La campagna di fortificazione iniziò nel 1504, ma solo a partire dal 1513 fu effettivamente messa in atto nel senso che il Governo stabilì di iniziare gli studi tecnici per la costruzione delle nuove mura. Per prima cosa furono abbattuti tutti i borghi locali, per un raggio di circa 1700 metri, così da fornire un'ampia visuale sul territorio e far spazio alla muraglia. Questo processo si articolò in molti anni, in quanto vi erano costruzioni ecclesiastiche e territori di privati, rimborsati in un secondo momento a seguito di stime statali.

### Progettazione e Realizzazione
Per la progettazione della cinta è possibile che siano state richieste consulenze a Matteo Civitali e Francesco di Giorgio Martini, ma non restano alcune testimonianze di effettivi progetti. La vera fase di costruzione iniziò nella prima metà del 500", con cortine fiancheggiate da grandi rondelle, secondo le teorie del fuoco di rovescio. Il progresso delle tecniche d'assedio rese però presto obsoleti questi torrioni, e tra il 1544 e il 1575 l'Officio delle Fortificazioni del comune stipendiò gran parte del Gotha degli ingegneri militari dell'epoca.
La costruzione della struttura attuale iniziò con Jacobo Seghezzi nel 1544, architetto che fu presto affiancato da alcuni famosi ingegneri militari come Galeazzo Alghisi e Baldassarre Lanci, al soldo lucchese fra il 1547 e il 1557, per poi passare al servizio del Granduca di Toscana. Nel 1561 i disegni di Francesco Paciotto da Urbino permisero di delineare il nucleo principale delle fortificazioni. Alla fine del secolo si decise di richiedere l'opera di ingegneri fiamminghi, la cui scuola era in quel periodo la più prestigiosa; nel 1589 fu interpellato Alessandro Farnese che fornì un progetto cui si attennero in linea di massima tutti i successivi ingegneri, fino a Paolo Lipparelli che nel quinquennio 1645-1650 portò a termine l'enorme cantiere.
Nonostante il formidabile dispendio di energie la ricostruzione non fu totale; infatti il lato nord delle mura, dove la vicinanza del fiume Serchio restringeva lo spazio per un eventuale assediante, che non avrebbe potuto impiantarvi un Assedio scientifico, ma solo tentare un colpo di mano, le fortificazioni sono vistosamente meno sviluppate: la distanza fra i bastioni è maggiore, al centro del lato nord si trova una economica piattaforma al posto di un enorme e costoso bastione, e vi è reimpiegato un lungo tratto delle mura duecentesche, ben visibile perché in pietra bianca anziché in mattoni e addirittura dall'andamento non rettilineo, in barba a tutte le necessità del tiro radente.
Le mura erano originariamente accessibili attraverso tre porte maggiori:
- Porta San Pietro
- Porta Santa Maria
- Porta San Donato

e un gran numero di uscite, che in realtà non erano porte ma accessi diretti al fossato per consentire alla guarnigione di presidiare le opere esterne ed effettuare sortite. Queste aperture erano murate verso l'esterno e ad esclusivo uso della guarnigione delle mura che le apriva solo per eventuali sortite e contrattacchi. Oggi sono in gran parte state riaperte per l'uso come passaggi pedonali. Durante la dominazione napoleonica, che vide al potere in Lucca Elisa Baciocchi, sorella dell'imperatore, venne costruita una porta sul lato verso Firenze, che fino allora per evidenti ragioni strategiche non presentava alcun accesso. Questa porta,  venne detta Porta Elisa.
Nonostante le intenzioni dei progettisti di interdirne totalmente l'uso e l'accesso ai civili furono fin dall'inizio considerate un magnifico passeggio, specie a causa della piantumazione di centinaia di alberi, che oggi hanno raggiunto un enorme sviluppo. Nelle intenzioni dei progettisti peraltro gli alberi dovevano servire in caso di assedio come riserva di legna da ardere e per le riparazioni d'emergenza. Si deve a questo impiego civile la conservazione del fossato (pur privato della controscarpa) e di alcune opere esterne (caso rarissimo in Italia), che attualmente svolgono la funzione di grandioso parco a verde pubblico che circonda il centro storico. Questa funzione fu ufficialmente riconosciuta nel 1840 con la costruzione di un caffè sul Baluardo di Santa Maria poi spostato più indietro per creare spazio alla Statua di Vittorio Emanuele II di Augusto Passaglia sistemata nel 1885. I viali di circonvallazione si stendono tutto intorno, e gli unici interventi moderni sulle mura è rappresentato dall'apertura della  Porta Sant'Anna (1911),  di ben altra evidenza architettonica, e della più modesta porta san Jacopo alla tomba, realizzata nel 1931, che i cittadini chiamano familiarmente Il Foro Novo.
Le mura contennero la città fino al XIX secolo e tutt'oggi l'espansione urbanistica immediatamente all'esterno di esse è relativamente limitata rispetto ad altri centri della regione. La città di Lucca infatti, pur possedendo un nucleo urbano compattissimo, si è da sempre organizzata in numerosi borghi (allineamenti di abitazioni sulle strade che escono dalle porte urbiche) e corti (piccoli nuclei abitativi rurali organizzati intorno ad un piazzale, detto appunto corte) all'interno delle cosiddette sei miglia, che erano considerate parte integrante della città nonostante fossero esterne alle mura.

### L'Officio delle Fortificazioni
Per coordinare l'intero processo costruttivo delle mura moderne fu creato uno specifico organo denominato "Officio delle Fortificazioni della Città e dello Stato". Istituito il 7 maggio del 1504 e destituito solamente tre secoli dopo nel 28 gennaio 1801, l'Officio delle Fortificazioni si occupò dell'intero processo di realizzazione della cinta, per poi unico gestore e manutentore. I documenti dell'Officio delle Fortificazioni ripercorrono la costruzione delle mura giorno per giorno, fornendo anche informazioni in merito ai dibattiti dei cittadini, alle difficoltà costruttive incontrate ed alle scelte tecniche effettuate. Questo organo era composto da 6 membri, designati per elezione, ma sempre scelti fra il gruppo delle famiglie più influenti della città.

### Struttura e Processo di realizzazione

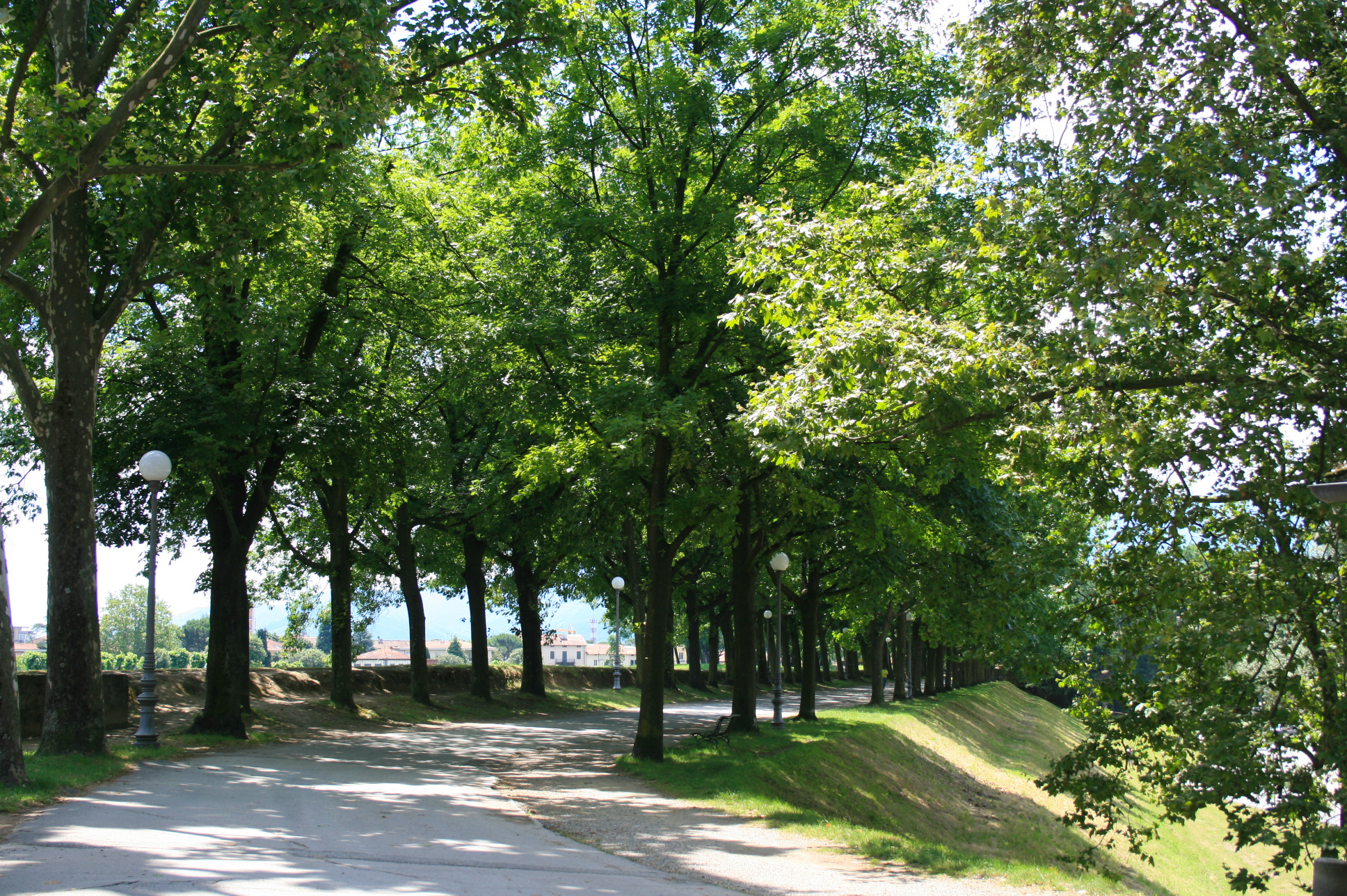
Camminamenti sulle mura

Le mura di Lucca sono una delle poche strutture realizzate in perfetta simbiosi con la vegetazione. Ad evidenziarlo le fonti storiche della seconda metà del XVII secolo, fra le quali troviamo una relazione di Giovan Battista Orsucci (1663), il quale evidenziò la struttura per le sue doti ecologiche, facendola quasi sembrare un'opera di ingegneria naturalistica.
Le mura rinascimentali sono state realizzate con la tecnica dei terrari, un metodo a quel tempo decisamente innovativo rispetto alla tradizione, basato principalmente sull'uso di risorse naturali in ambito difensivo e costruttivo. Il sistema utilizzava la vegetazione viva come materiale da costruzione, in combinazione con materiali artificiali e materiali organici morti.  Una tale soluzione, composta da terrari e alberature, permetteva così di far svolgere alla struttura una funzione idrologica, di drenare il terreno contro smottamenti e slittamenti e di distribuire i carichi su ampie superfici.
La struttura fu basata su di una grande massa di terra pressata e battuta, racchiusa all'interno da una camicia di mattoni e pietra. I terrari furono principalmente coordinati da Vincenzo Civitali, il quale sottolineò la loro importanza rispetto alle classiche cinte murarie in mattoni e pietra, soluzioni inadeguate per resistere alla furia ed alle vibrazioni generate dalle cannonate.
Per la realizzazione delle mura vi fu un'attenta e dibattuta selezione di materiali vegetali, con una particolare attenzione per i processi di essiccazione e di lavorazione. Alla base della costruzione vi erano infatti proprio tali materiali e ad evidenziarlo furono i molteplici crolli in fase costruttiva, causati quasi tutti da un'inadeguata qualità dei materiali organici selezionati.

## Porte delle Mura

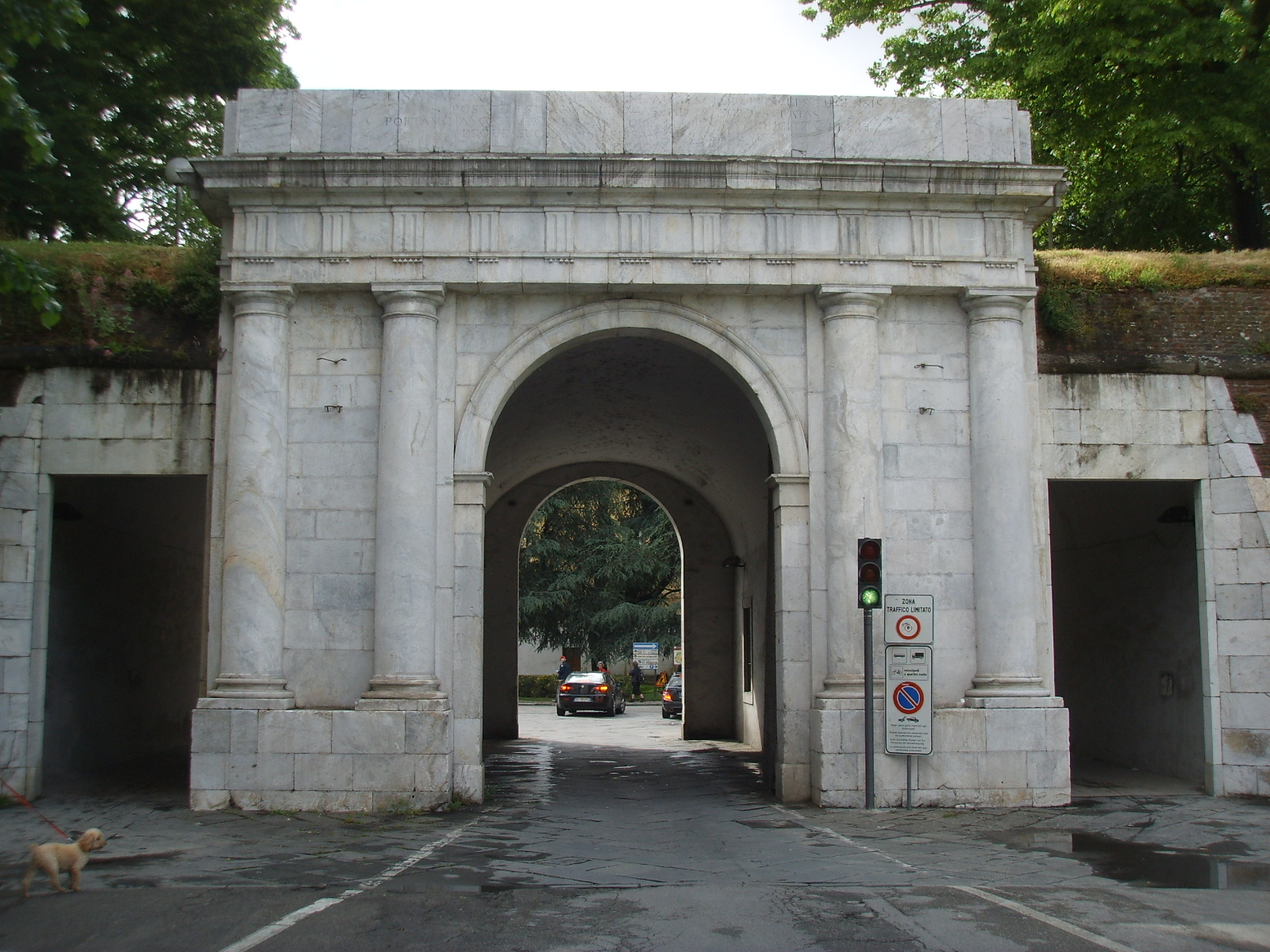
Porta Elisa

L'attuale configurazione delle Mura di Lucca prevede la presenza di sei porte che consentono l'ingresso all'interno della città. Le porte a partire da nord e in senso orario sono:
- Porta Santa Maria (1592), che si apre su piazza Santa Maria
- Porta San Jacopo alla Tomba (1930), la porta più recente,
- Porta Elisa (1811), attraversata da via Elisa, dedicata a Elisa Baciocchi
- Porta San Pietro (1565), in direzione della stazione ferroviaria (detta anche "porta a vapore" proprio per la presenza dei treni a vapore), attualmente sede dell'associazione Contrade San Paolino
- Porta Sant'Anna, che fu aperta nel 1911 su piazzale Verdi
- Porta San Donato (1629), con piazzale San Donato

È possibile inoltre entrare in città da alcune posterle dei bastioni (ex sortite) oggi modificate in passaggi pedonali e da un varco aperto nel XIX secolo per far passare una ferrovia a scartamento ridotto, ormai soppressa. Questi accessi sono noti come "sortite".
Altre porte, risalenti a tracciati murari anteriori sono tuttora visibili all'interno della cinta rinascimentale,
- Antica Porta San Donato (1590), all'interno di piazza San Donato è sede dell'ufficio informazioni turistiche di Lucca
- Porta San Gervasio (1198), lungo via del Fosso all'incrocio con via Elisa è di epoca medioevale
- Porta dei Borghi (1198) ad un capo di via Fillungo in direzione di piazza Santa Maria

L'apertura delle porte supplementari, avvenuta solo a partire dall'800, vide numerosi dibattiti fra cittadini ed esponenti politici. Tema delle discussioni la sicurezza della città e la necessità di aprire maggiori collegamenti diretti con il territorio, in modo da rispondere alle esigenze della mobilità moderna.

## Baluardi delle Mura

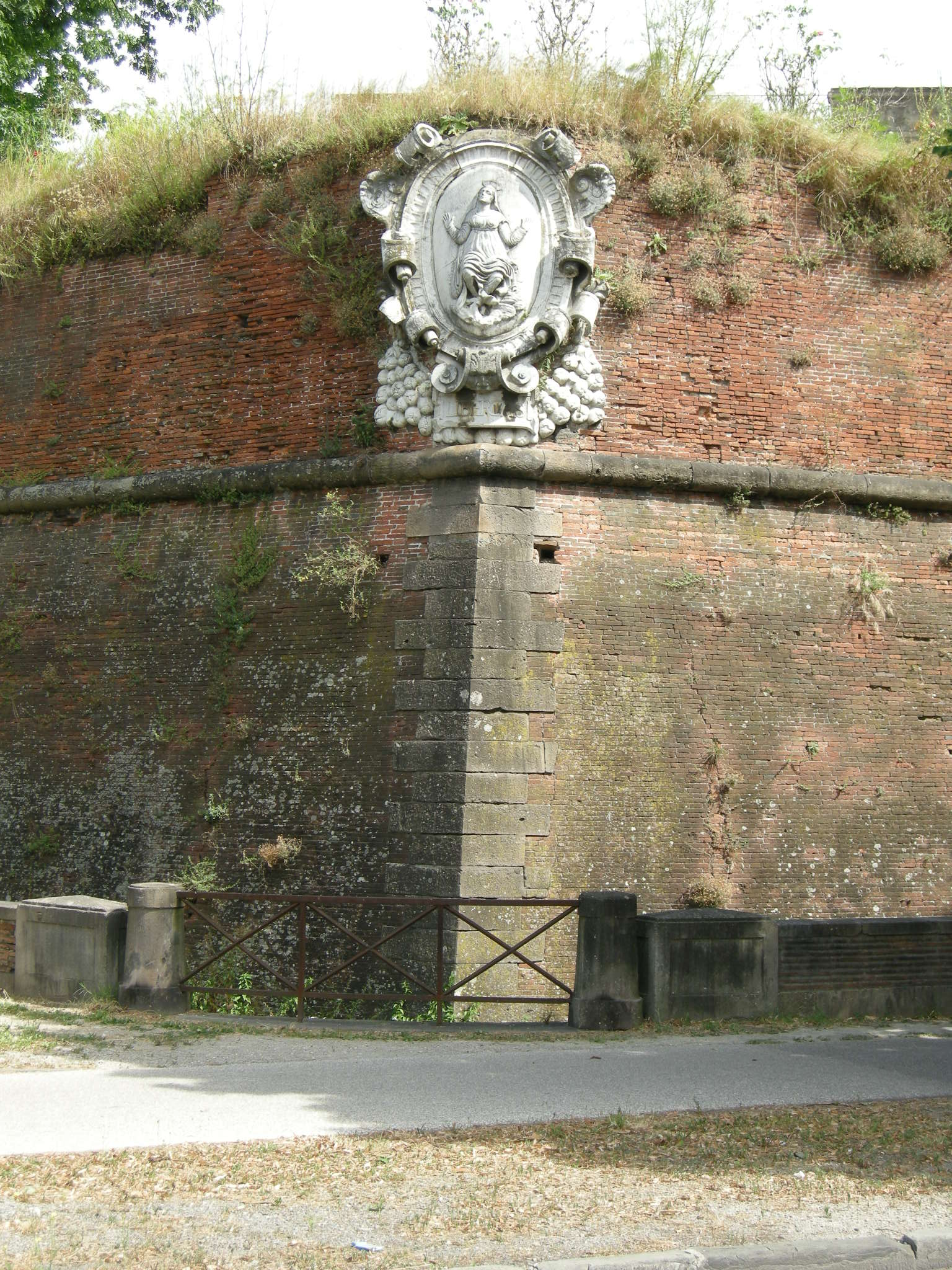
Baluardo Santa Maria

I baluardi sono elementi difensivi della cerchia muraria. Nella attuale cerchia muraria se ne contano 11. A partire da Porta Santa Maria si trova:
- Baluardo San Martino

fino a Porta San Jacopo, poi
- Baluardo San Pietro
- Baluardo San Salvatore: costruito su progetto di Genesio Bresciani a partire dal 1592. La realizzazione di questo baluardo risultò decisamente problematica perché afflitta da numerosi problemi di natura strutturale imputati ad un'errata scelta dei materiali costruttivi. Nei pressi è collocata la casa del boia.

fino a Porta Elisa, poi
- Baluardo Cairoli
- Baluardo San Regolo
- Baluardo San Colombano

fino a Porta San Pietro, poi
- Baluardo Santa Maria: progettato da Baldassarre Lanci di Urbino e realizzato sotto il coordinamento di Vincenzo Civitali. La costruzione fu terminata nel 1557.
- Baluardo San Paolino

fino a Porta Sant'Anna, poi
- Baluardo San Donato: strutturato su cortina medievale e progettato da Alessandro Farnese, il baluardo fu inizialmente costruito sotto la supervisione di Vincenzo Civitali. Per far spazio a questo, nel 1513 fu demolita la chiesa di S.Donato, gesto che portò molto malumore nelle cerchie ecclesiastiche, la quale fu poi ricostruito all'interno della cinta muraria con il nome di chiesa S.Paolino. Nel Novembre del 1589 si ricorda un crollo della struttura relativa al baluardo, imputata all'uso di materiali scorretti ed alle abbondanti piogge. A seguito di questo episodio subentrò Genesio Bresciani al posto di Vincenzo Civitali.

fino a Porta San Donato, poi
- Baluardo Santa Croce
- Piattaforma San Frediano.

## Costruzioni sulle Mura
Sulla cerchia muraria, oggi adibita a passeggiata ricreativa, sono presenti numerose costruzioni una volta militari ma oggi adibite a bar, ristoranti, circoli o semplicemente in abbandono. In particolare, da Porta Santa Maria è presente
- Castello di Santa Maria
- Casermetta di San Martino

fino a Porta San Jacopo, poi

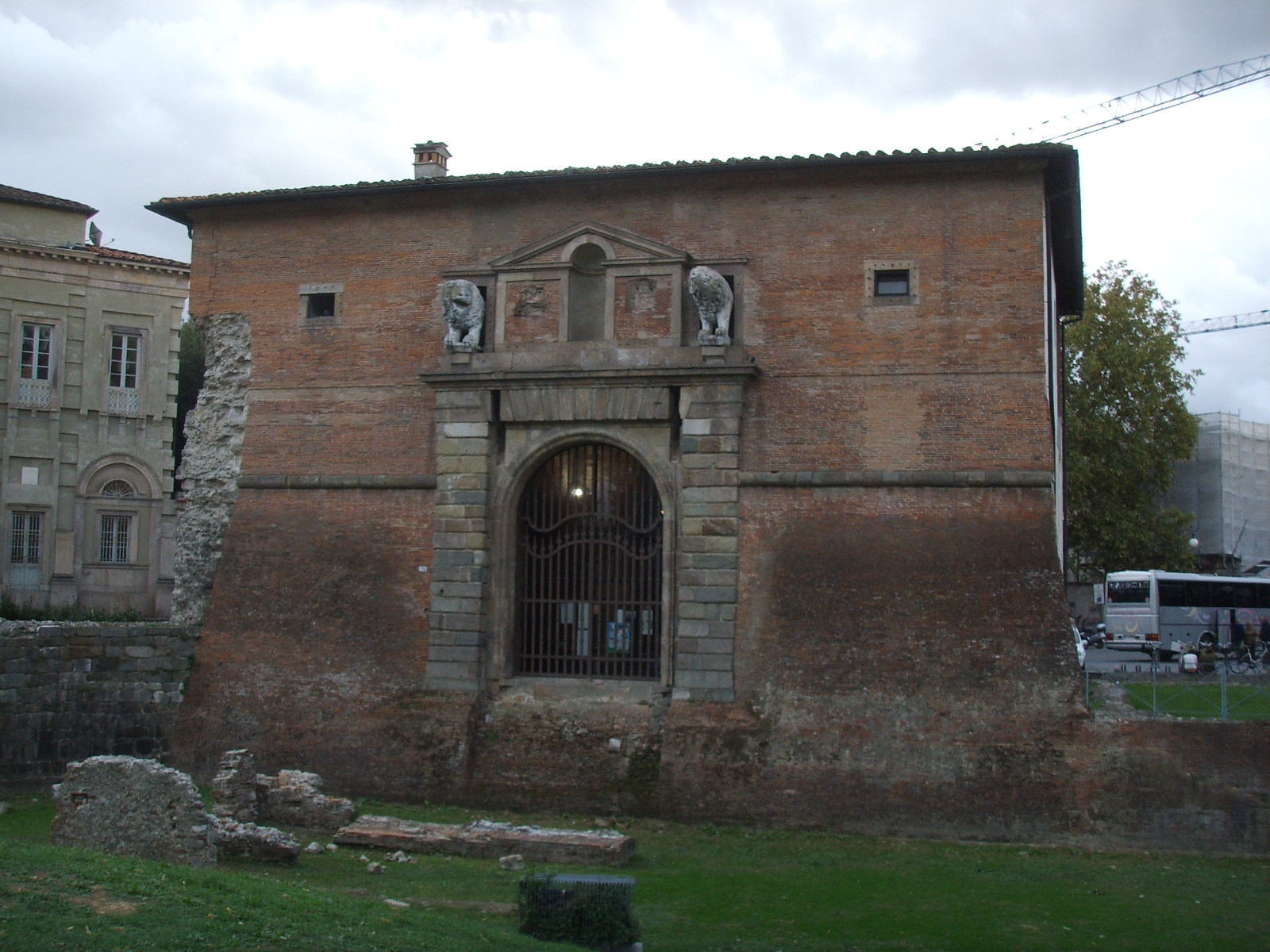
Antica Porta San Donato

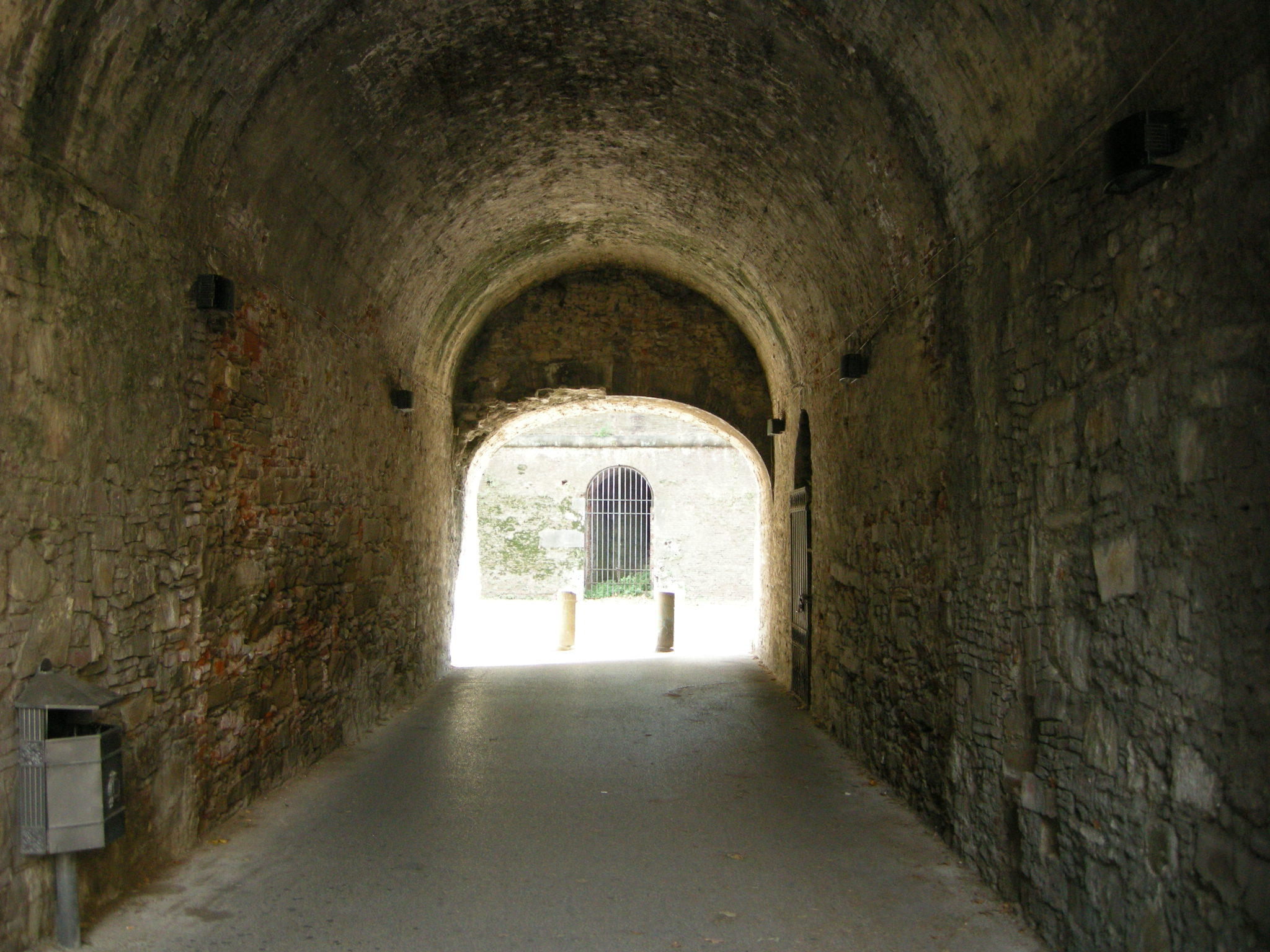
Passaggio nel Baluardo di Santa Maria

- Casermetta San Pietro, sede della Compagnia Balestrieri Lucca
- Villaggio del Fanciullo, sede di una comunità per minori
- Casa del Boia, attuale sede del Museo della Via Francigena
- Casermetta San Salvatore, attuale sede di un punto di ristoro per i pellegrini che percorrono la Francigena

fino a Porta Elisa, poi
- ex Casermetta Daziaria
- Casermetta San Regolo
- Casermetta San Colombano
- Tettoia San Colombano, attualmente sede di un bar

fino a Porta San Pietro, poi
- Castello Porta San Pietro
- Caffè delle Mura; Coffee house neoclassica costruita nel XIX secolo al posto della Casermetta Santa Maria,
- Casermetta Baluardo San Paolino

fino a Porta Sant'Anna, poi
- Casermetta San Donato, sede della Zecca di Lucca

fino a Porta San Donato
- Castello Porta San Donato Nuova, oggi sede della "Casa della Memoria e della Pace", luogo dedicato alle iniziative ed incontri inerenti alla memoria storica del Novecento e la Liberazione[7]
- Casermetta Santa Croce
- Casermetta San Frediano

fino a Porta Santa Maria.
Nella costruzione delle mura moderne si ricorda senza dubbio la figura di Vincenzo Civitali, nominato esperto dell'"Offizio sopra la fortificazione" a partire dal 1558, con il ruolo di dirigente dell'intera cerchia. La cinta, stando ad un progetto inviato da Alessandro Farnese, fu completata tra il 1625 ed il 1638, ma nel 1648 tornò nuovamente in stato costruttivo per via di adeguamenti ed aggiornamenti tecnici.

## Citazioni
Gabriele D'Annunzio compose una poesia su Lucca pubblicata all'interno della sezione "Le città del silenzio" nella raccolta Elettra nel 1903. Nella poesia, D'Annunzio descrive Lucca come la città "dall'arborato cerchio" (con riferimento alle Mura di Lucca) dove "dorme la donna del Guinigi" (con riferimento a Ilaria del Carretto).
(Gabriele D'Annunzio, Elettra)